# Joan Patsy i Torrent
Joan Patsy i Torrent   (Sabadell, 1958) és un periodista esportiu català. Va treballar a Televisió de Catalunya des de a seva fundació als anys 1980, en programes com Tot l'esport, Més futbol i Esports 33. Vinculat a l'actualitat informativa del Futbol Club Barcelona, va ser observador del club a l'Argentina en la primera dècada del segle XXI i ara ho és del City Football Group.
Va tenir una relació especial de col·laboració amb Johan Cruyff, de qui va arribar a ser-ne el gestor dels drets d'imatge, i va participar en la pel·lícula documental sobre ell, Johan Cruijff: En un momento dado (2004). És amic íntim i estret col·laborador de l'entrenador de futbol Josep Guardiola.